# هايمانس
شركة هايمانس العامة (بالإنجليزية: Heijmans)‏ هي شركة أوروبية كبرى لخدمات البناء ومقرها في هولندا.

## التاريخ
تأسست الشركة من قبل جان هايمانس في روزمالين في عام 1923 ، بدأ أعمال بناء الطرق في سن العشرين خلال إعادة الإعمار بعد الحرب العالمية الثانية، فازت الشركة بالعديد من الطلبات في مجال بناء الطرق. الشركة أيضا بإنجاز المطارات. تم الاستيلاء على المقاولة روايال فان درونين. كان هايمانس من أوائل من بدأوا بالأرصفة الأسفلتية. تم إدراجها لأول مرة في بورصة أمستردام في عام 1993.  وبهذا، استغلت الشركة مصدرًا جديدًا لرأس المال أتاح المزيد من النمو والاستحواذ.
تم التدقيق بشكل ملحوظ في هايمانس اثناء في التحقيق البرلماني لعام 2002 حول الاحتيال في المباني.  في وقت لاحق تم تغريم الشركة من قبل هيئة المنافسة الهولندية بمبلغ 14.8 مليون يورو، أي ما يقرب من 20 ٪ من المبلغ الإجمالي للغرامات الصادرة. 
في فبراير 2017، باعت هايمانس جميع أسهم شركاتها البلجيكية هايمانس للبناء و هايمانس انفرا و فان دن بيرج إلى بيسيكس..  واستخدمت عائدات المبيعات من 40 مليون يورو لسداد الديون.  في مارس 2017، تبعه بيع الفرع الألماني ويفرمان بمبلغ 60 مليون يورو لشركة بور دويتشلاند.  عملية البيع تحقق ربحًا كتابيًا يبلغ حوالي 15 مليون يورو. من المتوقع إغلاق الصفقة في الربع الثاني من عام 2017، بعد موافقة سلطات المنافسة. ويفرمان نشطة في بناء الطرق والمرافق في ألمانيا. لدى الشركة حوالي 700 موظف وحققت مبيعات بقيمة 215 مليون يورو في عام 2016. 

## عمليات
تمتلك الشركة الأقسام التالية: 
- تطوير العقارات
- إقامة سكنية
- البناء غير السكني
- تقنيات التثبيت
- بنية تحتية

## المشاريع الكبرى
المشاريع الرئيسية التي نفذتها الشركة تشمل ايانخي هاوس الذي أُنجز في عام 2002 وكانت واحدة من المقاولات المُنجزة،  أنجز نفق شيلدت الغربي في عام 2003  و «ذا بلوب» في ايندهوفن في عام 2010. 
كان جسر فيادكت نيوي هوتينسويج الذي بنته هايمانس ويبلغ طوله 140 مترًا ووزنه 200 طن، أطول جسر خفيف الوزن في العالم عندما تم الانتهاء منه في عام 2012.

## الأنشطة
هايمانس نشطة في مجال العقارات والبناء السكني والمرافق والبنية التحتية. تعمل الشركة بشكل رئيسي في هولندا وتعمل لصالح المستهلكين والشركات والحكومات السكنية. بلغت مبيعات الشركة 1.6 مليار يورو في عام 2018. في نهاية عام 2018، استخدمت الشركة 4,483 معادل دوام كامل. 
في عام 2015،كانت ثالث أكبر شركة إنشاءات في هولندا من حيث قيمة التداول بعد رويال بام جروب ورويال فولكر ويسلز ستيفن،
في عام 2016، قررت هايمانس الانسحاب من الخارج والتركيز بالكامل على السوق الهولندية.  تستخدم عائدات مبيعات الأنشطة الأجنبية لتخفيض الدين. كانت الخسارة الكبيرة في عام 2016 ناتجة بشكل أساسي عن التسويات والأحكام المتعلقة بمختلف المشاريع الصعبة، بما في ذلك غرب فريزيا طريق المقاطعة 23، التي بلغ مجموعها حوالي 90 مليون.  
| عام  | إيراد             | صافي الدخل         |
| ---- | ----------------- | ------------------ |
| 2003 | ▲2.60 مليار يورو  | ▲ 60 مليون يورو    |
| 2004 | ▲ 2.67 مليار يورو | ▼ 40.1 مليون يورو  |
| 2005 | ▲ 2.84 مليار يورو | ▲ 87.1 مليون يورو  |
| 2006 | ▲ 2.94 مليار يورو | ▼ 82.5 مليون يورو  |
| 2007 | ▲ 3.73 مليار يورو | ▼ 56.4 مليون يورو  |
| 2008 | ▼ 3.63 مليار يورو | ▼ 34 مليون يورو    |
| 2009 | ▼ 3.08 مليار يورو | ▼ 40.4 مليون يورو  |
| 2010 | ▼ 2.68 مليار يورو | ▲ 15.7 مليون يورو  |
| 2011 | ▼ 2.36 مليار يورو | ▼ 37.6 مليون يورو  |
| 2012 | ▼ 2.32 مليار يورو | ▼ -87.7 مليون يورو |
| 2013 | ▼ 2.10 مليار يورو | ▲ 1.9 مليون يورو   |
| 2014 | ▼ 1.87 مليار يورو | ▼ 47.3 مليون يورو  |
| 2015 | ▲ 1.98 مليار يورو | ▼ 27 مليون يورو    |
| 2016 | ▼ 1.88 مليار يورو | ▼ -110 مليون يورو  |
| 2017 | ▼ 1.40 مليار يورو | ▲ 20 مليون يورو    |
| 2018 | ▲ 1.60 مليار يورو | ▲ 20.5 مليون يورو  |

## روابط خارجية
- الموقع الرسمي